# سحابی مرداب
سحابی مرداب، سحابی‌ای باشکوه و سرشار از گاز داغ و زادگاه ستارگان جوان، با گستردگی ۱۰۰ سال نوری که ۵٬۰۰۰ سال نوری با زمین فاصله دارد، به قدری بزرگ و درخشان است که بدون تلسکوپ نیز در سمت صورت فلکی کمان دیده می‌شود. این سحابی به دلیل وجود رشتهٔ غبار در سمت چپ مرکز خوشهٔ ستاره‌ای باز NGC 6530 (خوشهٔ باز ستاره‌ای که چند میلیون سال پیش در این سحابی شکل گرفته‌است)سحابی مرداب نام گرفته‌است.

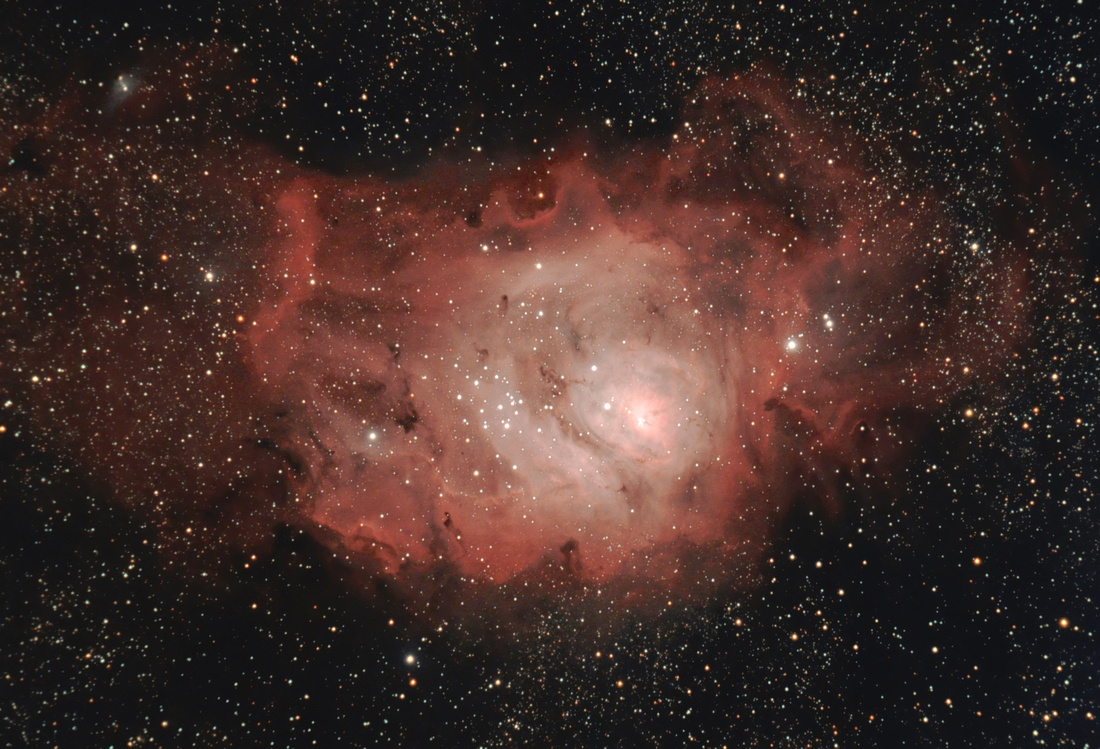
سحابی مرداب

سحابی مرداب (به انگلیسی: Lagoon Nebula) که به عنوان مسیه ۸ یا M8، ان‌جی‌سی ۶۵۲۳، شارپلس ۲۵، آر سی دبلیو ۱۴۶ و گام ۷۲ فهرست شده‌است، یک ابر میان‌ستاره‌ای غول‌آساست که در صورت فلکی کمان قرار دارد. این ابر به عنوان سحابی گسیلشی و از مناطقهٔ اچ۲ دسته‌بندی شده‌است.
جیووانی باتیستا اودی‌یرنا سحابی مرداب را در حدود سال ۱۰۳۳ خورشیدی (۱۶۵۴ میلادی) کشف کرد.

## تصاویر

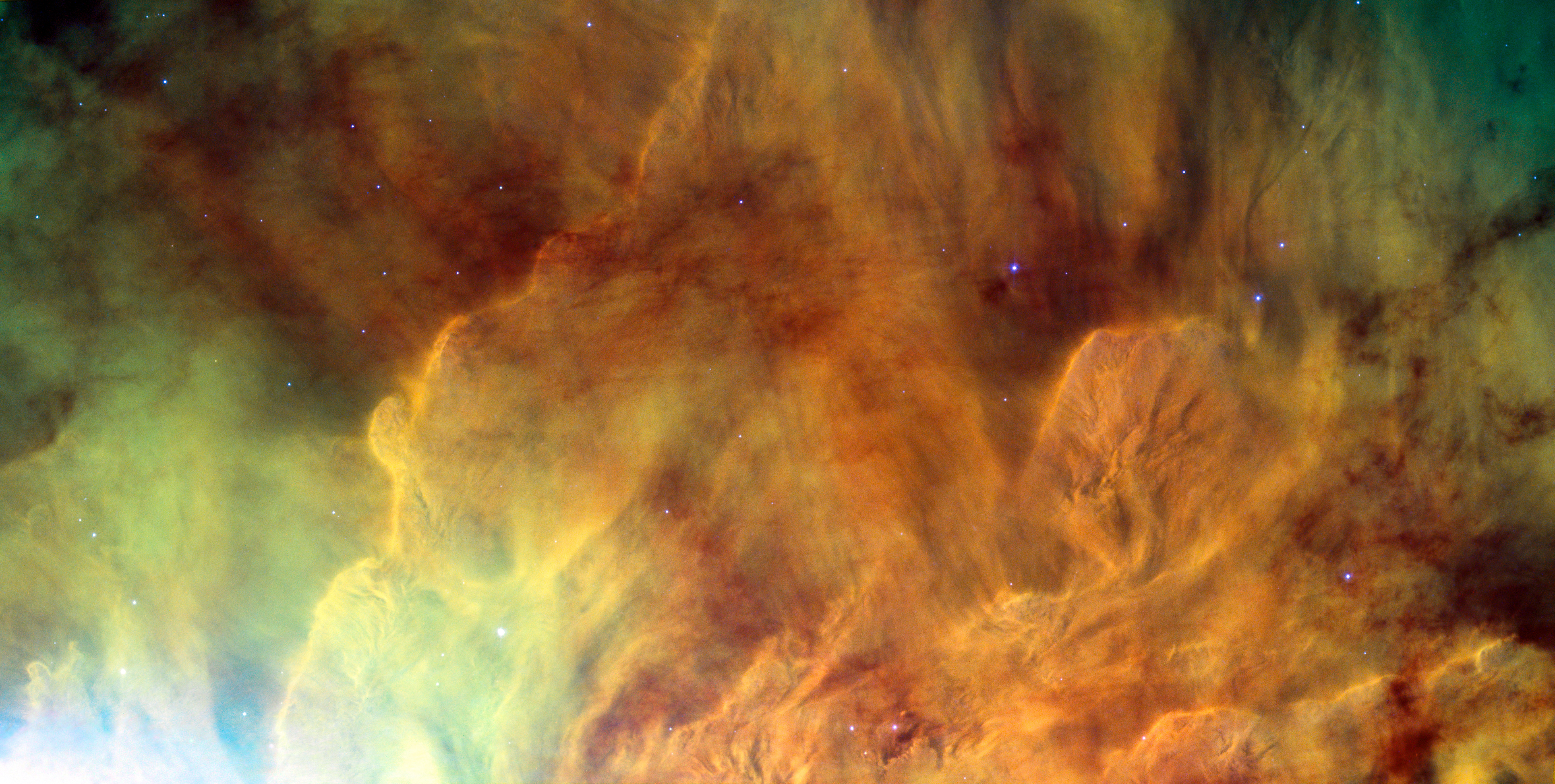
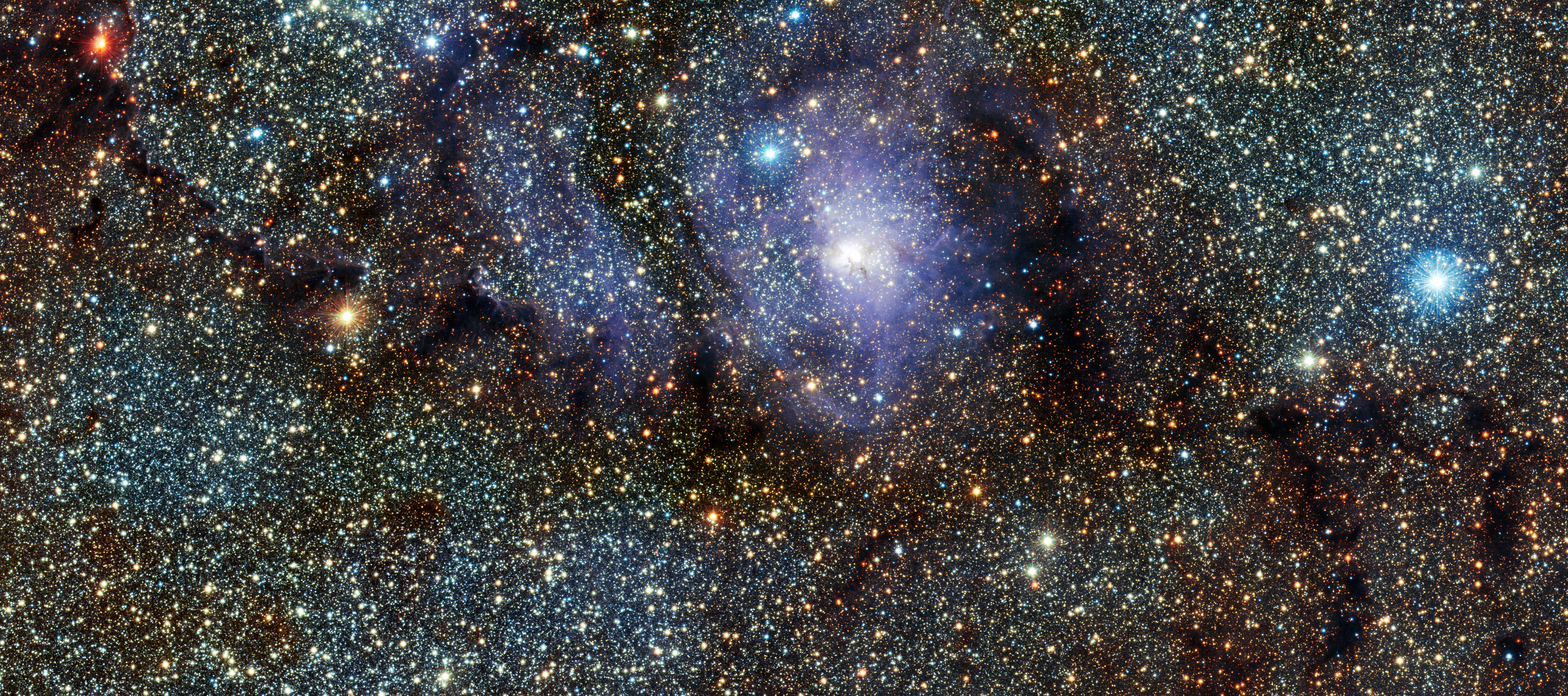
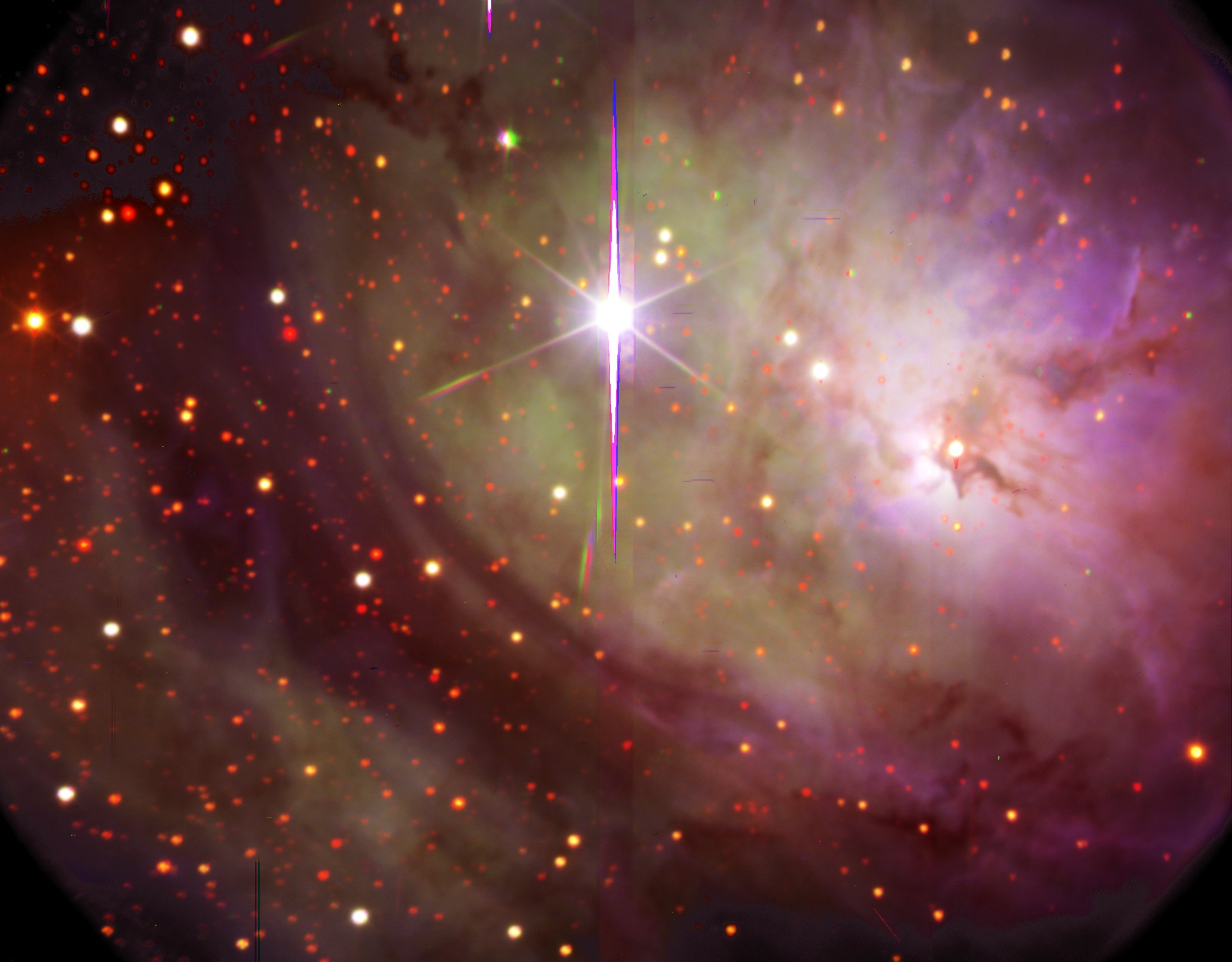
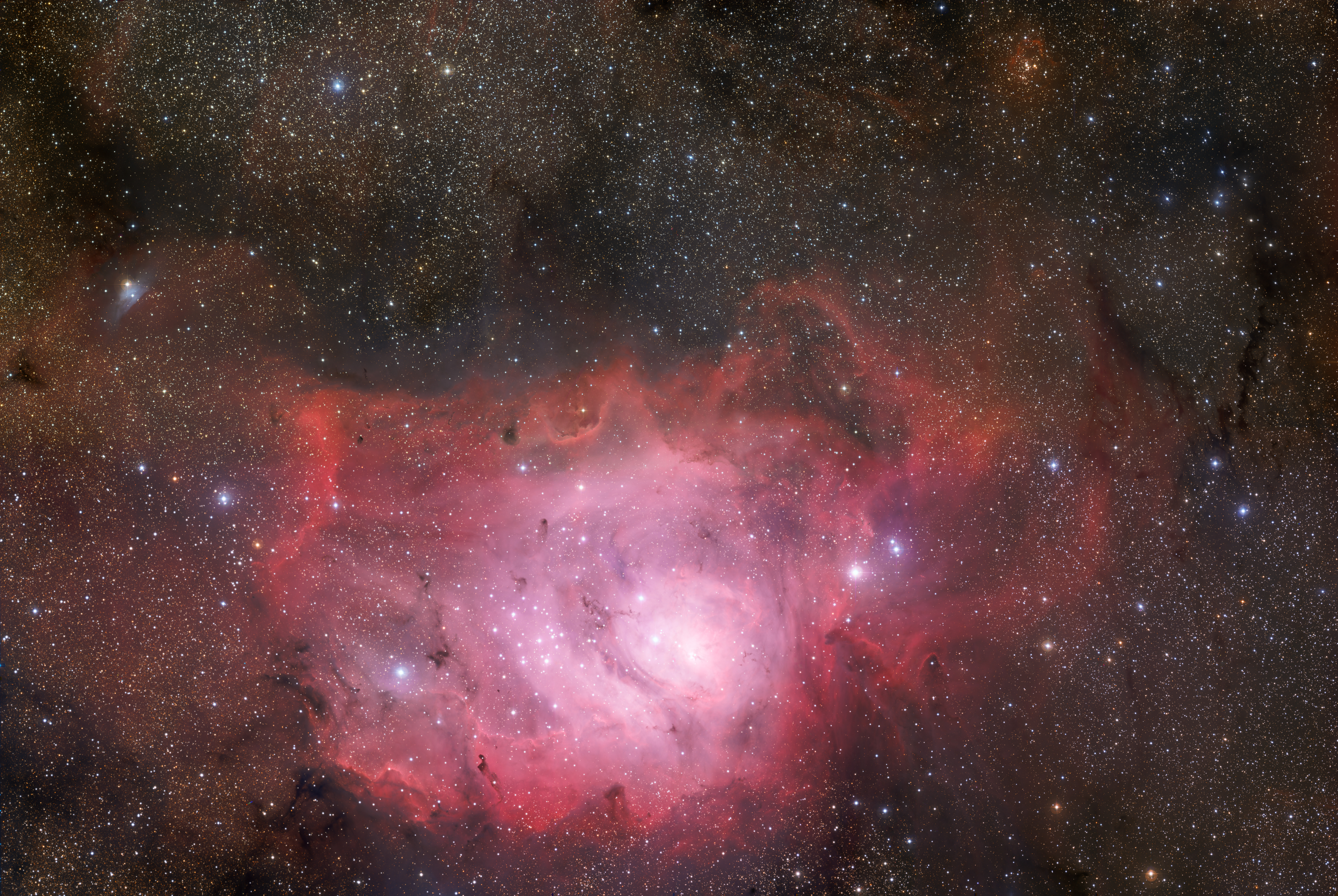
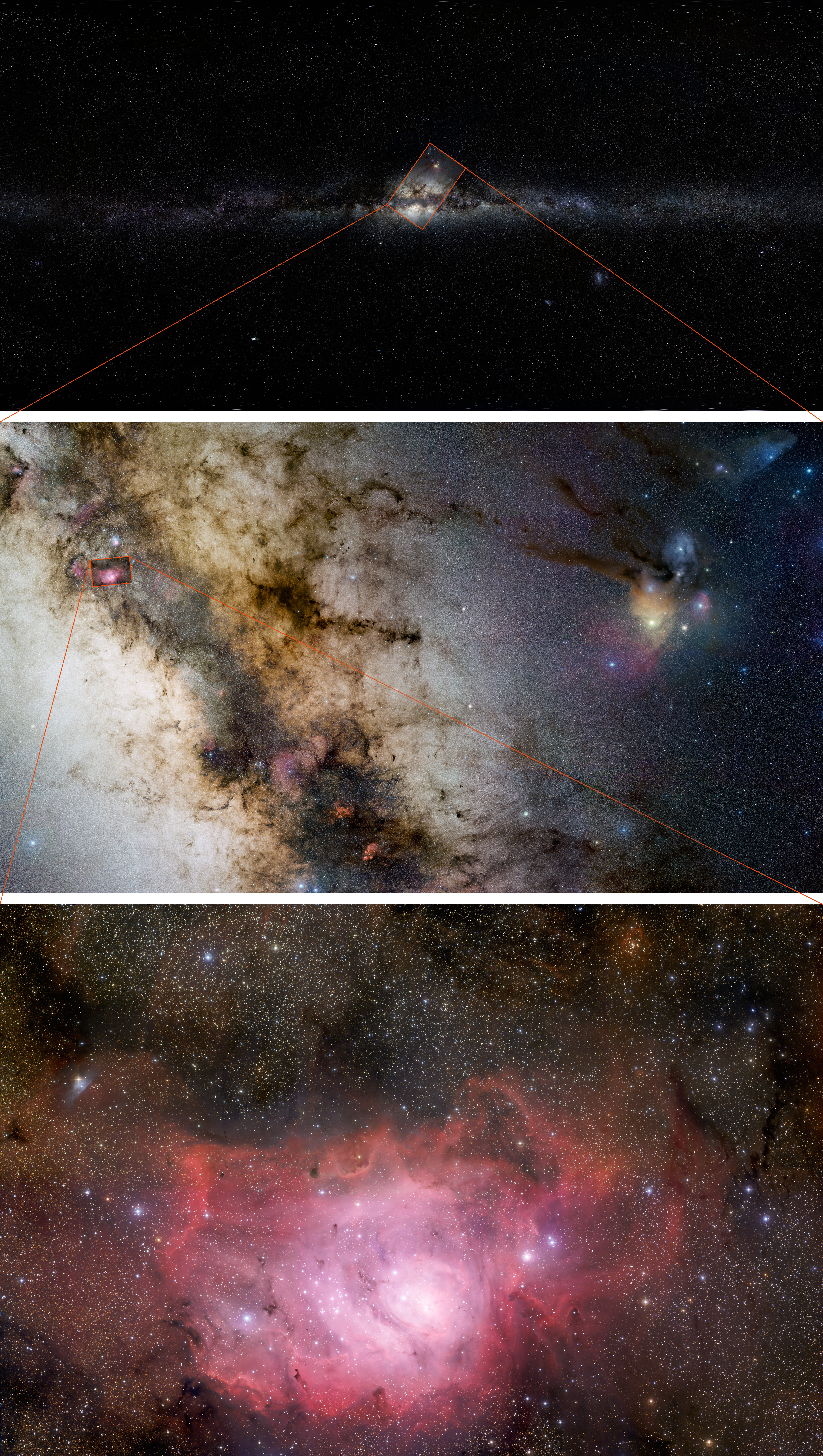
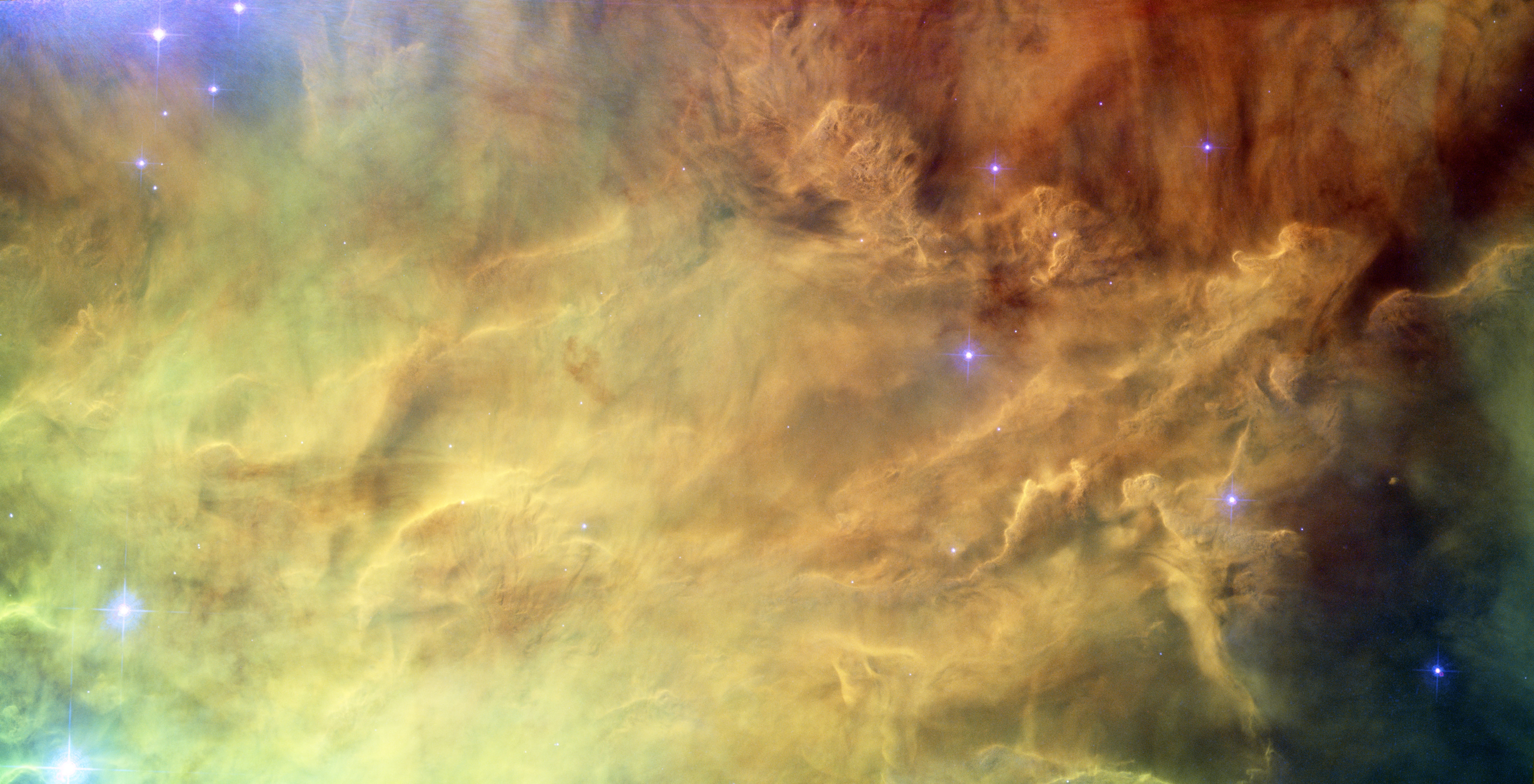

## نام‌ها
- M8
- NGC6523

## مشخصات
- قدر: ۵٫۰
- مساحت: مستطیلی به ابعاد ۳۵x۶۰
- نوع:سحابی نشری
- صورت فلکی: قوس